# Планы сторон в Прибалтийской стратегической оборонительной операции
Планы сторон на боевые действия в ходе Прибалтийской стратегической оборонительной операции советских войск:

## Планы Германии
Стратегической задачей немецких войск на операцию являлось окружение и уничтожение советских войск в Прибалтике, и как следствие — захват морских баз на Балтийском море, создание исходного плацдарма для наступления на Ленинград, окружение соединений Западного фронта
В соответствии с этим планом:
Группа армий «Север»:
- 4-я танковая группа совместно с 16-й и 18-й армиями прорывает фронт противника между озером Виштынецкое и дорогой Тильзит — Шяуляй, продвигается к Западной Двине в район Двинска и южнее и захватывает плацдарм на восточном берегу реки Западная Двина. В дальнейшем 4-я танковая группа как можно быстрее достигает района северо-восточнее Опочки, чтобы отсюда в зависимости от обстановки продолжить наступление в северо-восточном или северном направлении.
- 16-я полевая армия во взаимодействии с 4-й танковой группой прорывает фронт противостоящего противника и, нанося главный удар до обеим сторонам дороги Эбенроде, Каунас, стремительным продвижением своего сильного правого фланга за танковым корпусом выходит по возможности быстрее на северный берег реки Западная Двина у Двинска и южнее его. В дальнейшем эта армия, следуя за 4-й танковой группой, быстро выходит в район Опочки.
- 18-я полевая армия прорывает фронт противостоящего противника и, нанося главный удар вдоль дороги Тильзит — Рига и восточнее, быстро форсирует своими главными силами реку Западная Двина у Плявиняс и южнее, отрезает находящиеся юго-западнее Риги части противника и уничтожает их. В дальнейшем она, быстро продвигаясь к рубежу Псков, Остров, препятствует отходу русских войск в район южнее Чудского озера и по указанию командования группы армий «Север» во взаимодействии с танками в районе севернее Чудского озера очищает территорию Эстонии от противника.

Группа армий «Центр» (левое крыло)
- 3-я танковая группа во взаимодействии с 9-й армией прорывает вражеские пограничные укрепления севернее Гродно, стремительно продвигается в район севернее Минска и во взаимодействии с наступающей с юго-запада на Минск 2-й танковой группой создает предпосылки для уничтожения сил противника, находящегося между Белостоком и Минском. Последующая задача 3-й танковой группы: тесно взаимодействуя со 2-й танковой группой, ускоренными темпами достигнуть района Витебска и севернее, воспрепятствовать сосредоточению сил противника в районе верхнего течения Двины, обеспечив тем самым группе армий свободу действий в выполнении последующих задач.
- 9-я полевая армия во взаимодействии с 3-й танковой группой наносит главный удар северным крылом по группировке противника, расположенной западнее и севернее Гродно, используя успех танковых групп, стремительно продвигается в направлении Лида, Вильнюс и уничтожает совместно с 4-й армией силы противника, находящиеся между Белостоком и Минском. В дальнейшем, следуя за 3-й танковой группой, выходит на реку Западная Двина у Полоцка и юго-восточнее его.

## Планы СССР
Общий план советского командования на оборону состоял в упорной обороне приграничных рубежей, которая прикрывала бы развёртывание и мобилизацию войск округа, и нанесение контрударов с переносом боевых действий на территорию противника. Директива НКО СССР от 22.06.1941 № 3 предписывала образованному на базе ПрибВО Северо-Западному фронту нанести мощный контрудар из района Каунас во фланг и тыл сувалкинской группировке противника, уничтожить ее во взаимодействии с Западным фронтом и к исходу 24.6 овладеть районом Сувалки.
По плану прикрытия в приграничной полосе создавалось 3 района прикрытия.

### Район прикрытия № 1
Территория:
острова Даго и Эзель, прибрежная полоса Рижского залива от залива Матсалулахт, проливы Соэла-вяйн, Сур-вяйн, Ирбенский, прибрежная полоса Балтийского моря от мыса Колкасраг до исключая Палангу в границах: справа — Выру, исключая Вильянди, залив Матсалулахт, пролив Хари-Курк; слева — исключая Елгаву, Мажейкяй, исключая Палангу; с тыла — озеро Выртсъярв, Валга, исключая Валмиеру, Ригу, исключая Елгаву.
Состав войск прикрытия:
- Управление 27-й армии
- 67-я стрелковая дивизия
- 183-я стрелковая дивизия;
- 3-я отдельная стрелковая бригада,
- береговая оборона побережья и островов Эзель и Даго;
- пограничные части.

Район № 1 делился на три участка прикрытия и один наблюдения:
Участок 1:
- Территория: острова Даго, Эзель, Муху и проливы Хари-Курк и Ирбенский.
- Войска прикрытия: 3-я стрелковая бригада, части береговой обороны, 10-й пограничный отряд войск НКВД

Участок 2:
- Территория: побережье Балтийского моря от мыса Колкасраг до морского залива Лабрагс.
- Границы: слева Кулдига, морской залив Лабрагс; с тыла — Вальдемар-пилс, Ренда.
- Войска прикрытия: 114-й стрелковый полк 67-й стрелковой дивизии, 1-й дивизион 242-го гаубичного артиллерийского полка, части береговой обороны, 1-я и 2-я комендатуры 12-го погранотряда
- Участок 3:
- Территория: побережье Балтийского моря от морского залива Лабрагс до исключая Палангу. Граница с тыла Ренда, Скрунга, Барстичяй.
- Войска прикрытия: 67-я стрелковая дивизия без 114-го стрелкового полка и 1-го дивизиона 242-го гаубичного полка, 12-й пограничный отряд войск НКВД без 1 и 2 комендатур, части береговой обороны, все силы и средства Либавской военно-морской базы.
- Участок 4 (наблюдения):
- Территория: побережье Рижского залива от залива Матсалулахт до мыса Колкасраг.
- Войска для наблюдения: ВВС, заставы 5-й комендатуры 8-го погранотряда, части и корабли КБФ (Устьдвинской базы).

### Район прикрытия № 2
Территория:
государственная граница на фронте от Паланги до Немана. Границы: справа — Елгава, исключая Мажейкяй, Паланга; слева — Дотнува, Средники, река Неман до Юрбурга, Инстербурга; с тыла — Елгава, Шедува, Дотнува.
Состав войск прикрытия:
- управление 8-й армии ;
- управления 10-го и 11-го стрелковых корпусов;
- 10-я, 125-я, 48-я и 90-я стрелковые дивизии;
- управление 12-го механизированного корпуса;
- 25-я танковая дивизия
- 28-я танковая дивизия
- 202-я моторизованная дивизия
- 9-я артиллерийская бригада ПТО
- гарнизон Шяуляйского укрепрайона
- гарнизон Тельшяйского укрепрайона
- пограничные части.

Район № 2 делился на два участка прикрытия:
Участок 1:
- Границы участка: слева исключая Кражяй, исключая Упинас, Сартыники; с тыла — Барстичяй, Тверай, Калгипченай.
- Войска прикрытия: 10-й стрелковый корпус в составе 10-й и 90-й стрелковых дивизий, 47-го и 73-го корпусных артиллерийских полков, 115-й пограничный отряд войск НКВД

Участок 2:
- Граница с тыла: Калтиненай, Немокчяй, Россиены, Благословенство.
- Войска прикрытия: 11-й стрелковый корпус в составе 125-й и 48-й стрелковых дивизий, 51-го корпусного артиллерийского полка , 402-го гаубичного артиллерийского полка, 106-й пограничный отряд войск НКВД

### Район прикрытия № 3
Территория:
государственная граница от реки Неман до Капчямиестис в границах: справа Дотнува, исключая Средники, река Неман до Юрбурга, исключая Инстербург; слева исключая Ошмяны, исключая Друскининкай, Тройбург, исключая Летцен; с тыла — Ионава, Ораны.
Состав войск прикрытия:
- управление 11-й армии ;
- управления 16-го и 24-го стрелковых корпусов;
- 5-я, 33-я, 188-я, 128-я, 23-я, 126-я, 179-я, 184-я стрелковые дивизии;
- управление 3-го механизированного корпуса;
- 2-я танковая дивизия
- 5-я танковая дивизия
- 84-я моторизованная дивизия
- 10-я артиллерийская бригада ПТО
- 110-й и 429-й гаубичные полки
- гарнизон Каунасского укрепрайона
- гарнизон Алитусского укрепрайона
- пограничные части.

Район № 3 делился на три участка прикрытия:
Участок 1
- Границы участка: справа Бельвержишки, Мариамполь, Вижайны; слева — Благовенство, Пильвишкяй, Мариамполь.
- Войска прикрытия: 16-й стрелковый корпус в составе 5-й , 33-й и 188-й стрелковых дивизий, 270-го и 448-го корпусных артиллерийских полков, 40-го гаубичного артиллерийского полка, 3-я и 4-я комендатуры 107-го пограничного отряда войска НКВД

Участок 2:
- Границы: слева — станция Пятеронис, исключая Симно, исключая Пуньск; с тыла — Мариамполь, Симно.
- Войска прикрытия: 126-я стрелковая дивизия, 429-й гаубичный артиллерийский полк большой мощности, 2-я комендатура 107-го пограничного отряда войска НКВД

Участок 3:
- Граница с тыла — Симно, Друскининкай.
- Войска прикрытия: 128-я стрелковая дивизия, 429-й гаубичный артиллерийский полк большой мощности, 3-я и 4-я комендатуры 107-го пограничного отряда войска НКВД

При этом, перед районами прикрытия в общем стояли следующие задачи:
- Район прикрытия № 1: оборона побережья, островов и входов в Рижский и Финский заливы; оборона Либавы.
- Район прикрытия № 2: отражение наступления из района Мемеля и Тильзита в направлении Таураге, Шяуляй, подготовка контрудара из района Шяуляя по трём направлениям — на Мемель, на Тильзит и на Средники, Пильвишкяй, подготовка армейских тыловых рубежей.
- Район прикрытия № 3: отражение наступления из района Гумбиннена и Сувалки на Каунас и Сувалки на Алитус, подготовка контрудара на Шяуляй, от Каунаса на Мариамполь, Симно и на юг по правому берегу реки Неман

## Планы военно-морских сил
В целом, планы военно-морских сил противников были достаточно ограничены, в соответствии с теми целями, которые ставились перед флотом командованием. Очевидно, что обе стороны изначально определяли свою деятельность на море как оборонительную: советский флот закрывал Финский залив, а немецкий (и финский) флоты свои усилия направляли на то, чтобы советский флот оставался в Финском заливе.

### Планыкригсмарине
В соответствии с планом «Барбаросса»:
 «В войне против Советской России флоту предстоит задача обеспечить оборону своего побережья, воспрепятствовать прорыву военно-морского флота противника из Балтийского моря. Учитывая, что после выхода к Ленинграду русский Балтийский флот потеряет свой последний опорный пункт и окажется в безнадежном положении, следует избегать до этого момента крупных операций на море». 

### ПланыВМФ СССР
По директиве наркома ВМФ от 26 февраля 1941 года Балтийский флот в случае агрессии должен был:
- не допустить высадку немецких морских десантов на побережье Латвии и Эстонии, на острова Моонзундского архипелага;
- совместно с ВВС РККА нанести поражение германскому флоту при его попытках пройти в Финский залив;
- не допустить корабли противника в Рижский залив;
- содействовать сухопутным войскам на побережье Финского залива и на полуострове Ханко, обеспечивая их фланги, а также в случае выступления против СССР Финляндии уничтожать береговую оборону финских войск;
- уничтожать боевые флоты Финляндии и Швеции при их выступлении против СССР;
- обеспечить в первые же дни войны переброску одной стрелковой дивизии с северного побережья Эстонии на полуостров Ханко, а также быть готовым к высадке десанта на Аландские острова;
- прервать морские коммуникации неприятеля в Балтийском море и Ботническом заливе.